# Атаманюк Антон Миколайович
Антон Миколайович Атаманюк (1989—2023) — капітан Збройних сил України, учасник російсько-української війни. Герой України (2025, посмертно).

## Життєпис
Народився 15 травня 1989 року в місті Хмельницький. Навчався у Хмельницькій ЗОШ №9. Пройшов строкову військову службу. Закінчив одеську військову академію. 
Проходив службу у Хмельницькому полку ССО. 
З 2014 року брав участь у відбитті російської агресії на сході України.
Загинув 15 жовтня 2023 року в Запорізькій області.

## Нагороди
- Звання Герой України з удостоєнням ордена Золота Зірка (26 травня 2025, посмертно) — за особисту мужність і героїзм, виявлені у захисті державного суверенітету та територіальної цілісності України, самовіддане служіння Українському народові[1].
- Орден Богдана Хмельницького III ступеня (13 січня 2024, посмертно) — за особисту мужність, виявлену у захисті державного суверенітету та територіальної цілісності України, самовіддане виконання військового обов'язку[2].
- Орден «За мужність» III ступеня (21 липня 2022) — за особисту мужність і самовіддані дії, виявлені у захисті державного суверенітету та територіальної цілісності України, вірність військовій присязі[3].